# In This Light and on This Evening
In This Light and on This Evening is het derde album van de Britse band Editors. Het album werd uitgegeven op 9 oktober 2009.
De speciale editie van het album bevat een ep genaamd 'Cuttings II' dat nog 5 extra nummers bevat.

## Nummers
| Nr. | Titel                             | Duur |
| --- | --------------------------------- | ---- |
| 1.  | In This Light and on This Evening | 4:20 |
| 2.  | Bricks and Mortar                 | 6:20 |
| 3.  | Papillon                          | 5:24 |
| 4.  | You Don't Know Love               | 4:48 |
| 5.  | The Big Exit                      | 4:44 |
| 6.  | The Boxer                         | 4:40 |
| 7.  | Like Treasure                     | 4:51 |
| 8.  | Eat Raw Meat = Blood Drool        | 4:53 |
| 9.  | Walk the Fleet Road               | 3:46 |

| Nr. | Titel                       | Duur |
| --- | --------------------------- | ---- |
| 1.  | This House Is Full of Noise | 6:21 |
| 2.  | I Want a Forest             | 3:59 |
| 3.  | A Life as a Ghost           | 4:33 |
| 4.  | Human                       | 3:13 |
| 5.  | For the Money               | 5:52 |

## Hitnotering

### NederlandseAlbum Top 100
| Hitnotering: (Week 1 t/m 32) 17-10-2009 t/m 22-05-2010 Hitnotering: (Week 33) 05-06-2010 | Hitnotering: (Week 1 t/m 32) 17-10-2009 t/m 22-05-2010 Hitnotering: (Week 33) 05-06-2010 | Hitnotering: (Week 1 t/m 32) 17-10-2009 t/m 22-05-2010 Hitnotering: (Week 33) 05-06-2010 | Hitnotering: (Week 1 t/m 32) 17-10-2009 t/m 22-05-2010 Hitnotering: (Week 33) 05-06-2010 | Hitnotering: (Week 1 t/m 32) 17-10-2009 t/m 22-05-2010 Hitnotering: (Week 33) 05-06-2010 | Hitnotering: (Week 1 t/m 32) 17-10-2009 t/m 22-05-2010 Hitnotering: (Week 33) 05-06-2010 | Hitnotering: (Week 1 t/m 32) 17-10-2009 t/m 22-05-2010 Hitnotering: (Week 33) 05-06-2010 | Hitnotering: (Week 1 t/m 32) 17-10-2009 t/m 22-05-2010 Hitnotering: (Week 33) 05-06-2010 | Hitnotering: (Week 1 t/m 32) 17-10-2009 t/m 22-05-2010 Hitnotering: (Week 33) 05-06-2010 | Hitnotering: (Week 1 t/m 32) 17-10-2009 t/m 22-05-2010 Hitnotering: (Week 33) 05-06-2010 | Hitnotering: (Week 1 t/m 32) 17-10-2009 t/m 22-05-2010 Hitnotering: (Week 33) 05-06-2010 | Hitnotering: (Week 1 t/m 32) 17-10-2009 t/m 22-05-2010 Hitnotering: (Week 33) 05-06-2010 | Hitnotering: (Week 1 t/m 32) 17-10-2009 t/m 22-05-2010 Hitnotering: (Week 33) 05-06-2010 | Hitnotering: (Week 1 t/m 32) 17-10-2009 t/m 22-05-2010 Hitnotering: (Week 33) 05-06-2010 | Hitnotering: (Week 1 t/m 32) 17-10-2009 t/m 22-05-2010 Hitnotering: (Week 33) 05-06-2010 | Hitnotering: (Week 1 t/m 32) 17-10-2009 t/m 22-05-2010 Hitnotering: (Week 33) 05-06-2010 | Hitnotering: (Week 1 t/m 32) 17-10-2009 t/m 22-05-2010 Hitnotering: (Week 33) 05-06-2010 | Hitnotering: (Week 1 t/m 32) 17-10-2009 t/m 22-05-2010 Hitnotering: (Week 33) 05-06-2010 | Hitnotering: (Week 1 t/m 32) 17-10-2009 t/m 22-05-2010 Hitnotering: (Week 33) 05-06-2010 |
| Week                                                                                     | 01                                                                                       | 02                                                                                       | 03                                                                                       | 04                                                                                       | 05                                                                                       | 06                                                                                       | 07                                                                                       | 08                                                                                       | 09                                                                                       | 10                                                                                       | 11                                                                                       | 12                                                                                       | 13                                                                                       | 14                                                                                       | 15                                                                                       | 16                                                                                       | 17                                                                                       | 18                                                                                       |
| ---------------------------------------------------------------------------------------- | ---------------------------------------------------------------------------------------- | ---------------------------------------------------------------------------------------- | ---------------------------------------------------------------------------------------- | ---------------------------------------------------------------------------------------- | ---------------------------------------------------------------------------------------- | ---------------------------------------------------------------------------------------- | ---------------------------------------------------------------------------------------- | ---------------------------------------------------------------------------------------- | ---------------------------------------------------------------------------------------- | ---------------------------------------------------------------------------------------- | ---------------------------------------------------------------------------------------- | ---------------------------------------------------------------------------------------- | ---------------------------------------------------------------------------------------- | ---------------------------------------------------------------------------------------- | ---------------------------------------------------------------------------------------- | ---------------------------------------------------------------------------------------- | ---------------------------------------------------------------------------------------- | ---------------------------------------------------------------------------------------- |
| Nummer                                                                                   | 3                                                                                        | 7                                                                                        | 9                                                                                        | 11                                                                                       | 15                                                                                       | 24                                                                                       | 38                                                                                       | 45                                                                                       | 56                                                                                       | 61                                                                                       | 57                                                                                       | 61                                                                                       | 51                                                                                       | 71                                                                                       | 69                                                                                       | 76                                                                                       | 72                                                                                       | 61                                                                                       |
| Week                                                                                     | 19                                                                                       | 20                                                                                       | 21                                                                                       | 22                                                                                       | 23                                                                                       | 24                                                                                       | 25                                                                                       | 26                                                                                       | 27                                                                                       | 28                                                                                       | 29                                                                                       | 30                                                                                       | 31                                                                                       | 32                                                                                       |                                                                                          | 33                                                                                       |                                                                                          |                                                                                          |
| Nummer                                                                                   | 70                                                                                       | 60                                                                                       | 55                                                                                       | 55                                                                                       | 57                                                                                       | 69                                                                                       | 79                                                                                       | 73                                                                                       | 91                                                                                       | 76                                                                                       | 75                                                                                       | 51                                                                                       | 74                                                                                       | 87                                                                                       | uit                                                                                      | 44                                                                                       | uit                                                                                      |                                                                                          |

### VlaamseUltratop 100Albums
| Hitnotering: (Week 1 t/m 31) 17-10-2009 t/m 15-05-2010 Hitnotering: (Week 32 t/m 34) 29-05-2010 t/m 12-06-2010 | Hitnotering: (Week 1 t/m 31) 17-10-2009 t/m 15-05-2010 Hitnotering: (Week 32 t/m 34) 29-05-2010 t/m 12-06-2010 | Hitnotering: (Week 1 t/m 31) 17-10-2009 t/m 15-05-2010 Hitnotering: (Week 32 t/m 34) 29-05-2010 t/m 12-06-2010 | Hitnotering: (Week 1 t/m 31) 17-10-2009 t/m 15-05-2010 Hitnotering: (Week 32 t/m 34) 29-05-2010 t/m 12-06-2010 | Hitnotering: (Week 1 t/m 31) 17-10-2009 t/m 15-05-2010 Hitnotering: (Week 32 t/m 34) 29-05-2010 t/m 12-06-2010 | Hitnotering: (Week 1 t/m 31) 17-10-2009 t/m 15-05-2010 Hitnotering: (Week 32 t/m 34) 29-05-2010 t/m 12-06-2010 | Hitnotering: (Week 1 t/m 31) 17-10-2009 t/m 15-05-2010 Hitnotering: (Week 32 t/m 34) 29-05-2010 t/m 12-06-2010 | Hitnotering: (Week 1 t/m 31) 17-10-2009 t/m 15-05-2010 Hitnotering: (Week 32 t/m 34) 29-05-2010 t/m 12-06-2010 | Hitnotering: (Week 1 t/m 31) 17-10-2009 t/m 15-05-2010 Hitnotering: (Week 32 t/m 34) 29-05-2010 t/m 12-06-2010 | Hitnotering: (Week 1 t/m 31) 17-10-2009 t/m 15-05-2010 Hitnotering: (Week 32 t/m 34) 29-05-2010 t/m 12-06-2010 | Hitnotering: (Week 1 t/m 31) 17-10-2009 t/m 15-05-2010 Hitnotering: (Week 32 t/m 34) 29-05-2010 t/m 12-06-2010 | Hitnotering: (Week 1 t/m 31) 17-10-2009 t/m 15-05-2010 Hitnotering: (Week 32 t/m 34) 29-05-2010 t/m 12-06-2010 | Hitnotering: (Week 1 t/m 31) 17-10-2009 t/m 15-05-2010 Hitnotering: (Week 32 t/m 34) 29-05-2010 t/m 12-06-2010 | Hitnotering: (Week 1 t/m 31) 17-10-2009 t/m 15-05-2010 Hitnotering: (Week 32 t/m 34) 29-05-2010 t/m 12-06-2010 | Hitnotering: (Week 1 t/m 31) 17-10-2009 t/m 15-05-2010 Hitnotering: (Week 32 t/m 34) 29-05-2010 t/m 12-06-2010 | Hitnotering: (Week 1 t/m 31) 17-10-2009 t/m 15-05-2010 Hitnotering: (Week 32 t/m 34) 29-05-2010 t/m 12-06-2010 | Hitnotering: (Week 1 t/m 31) 17-10-2009 t/m 15-05-2010 Hitnotering: (Week 32 t/m 34) 29-05-2010 t/m 12-06-2010 | Hitnotering: (Week 1 t/m 31) 17-10-2009 t/m 15-05-2010 Hitnotering: (Week 32 t/m 34) 29-05-2010 t/m 12-06-2010 | Hitnotering: (Week 1 t/m 31) 17-10-2009 t/m 15-05-2010 Hitnotering: (Week 32 t/m 34) 29-05-2010 t/m 12-06-2010 |
| Week | 01 | 02 | 03 | 04 | 05 | 06 | 07 | 08 | 09 | 10 | 11 | 12 | 13 | 14 | 15 | 16 | 17 | 18 |
| --- | --- | --- | --- | --- | --- | --- | --- | --- | --- | --- | --- | --- | --- | --- | --- | --- | --- | --- |
| Nummer | 2 | 2 | 2 | 3 | 5 | 5 | 10 | 15 | 15 | 26 | 32 | 31 | 37 | 32 | 32 | 22 | 25 | 38 |
| Week | 19 | 20 | 21 | 22 | 23 | 24 | 25 | 26 | 27 | 28 | 29 | 30 | 31 | | 32 | 33 | 34 | |
| Nummer | 45 | 43 | 48 | 58 | 69 | 65 | 56 | 62 | 73 | 79 | 91 | 67 | 89 | uit | 57 | 57 | 38 | uit |